# Vanderhorstia rapa
Vanderhorstia rapa és una espècie de peix de la família dels gòbids i de l'ordre dels perciformes.

## Morfologia
- Les femelles poden assolir 5,03 cm de longitud total.[4]

## Hàbitat
És un peix marí, de clima subtropical i demersal que viu entre 25-50 m de fondària.

## Distribució geogràfica
Es troba al Japó: costa sud-occidental de Shikoku i les Illes Izu.